# David Alfaro Siqueiros
David Alfaro Siqueiros (Camargo, 1896. december 29. – Cuernavaca, 1974. január 6. ) mexikói festő, a mexikói muralisták csoportjának meghatározó alakja. Születési helye és ideje sokáig vitatott volt, a néhány éve[mikor?] előkerült anyakönyvi kivonata szerint 1896-ban (a mexikói-amerikai határ közeli) Chihuahua városban született. Eredeti neve José de Jesús Alfaro Siqueiros volt, a David nevet csak később vette fel.
Művészi alkotó módszerére jellemző, hogy felfokozott színeivel, absztrakt és figurális elemeket merészen egyesítő módszerével önálló stíluskorszakot, a monumentális-dekoratív festészet korszakát teremtette meg.

## Életrajza, munkássága
Vallásos nagypolgári családból származott. Édesanyja korai elvesztése után anyai nagyszülei nevelték. 1908-tól Mexikóvárosban tanult. Tizenöt évesen már részt vett a művészeti iskolai diáksztrájk szervezésében. Tizennyolc évesen félbehagyta tanulmányait és csatlakozott a Victoriano Huerta elnök diktatúrája ellen harcoló forradalmi hadsereghez. Ettől kezdve élete végéig munkásságában összefonódott a politikai és a művészi aktivitás, bár (sokak szerint) a politika szakította meg újra és újra művészeti alkotói tevékenységét.
Művészeti tanulmányait 1919-től Európában folytatta. Párizsban ismerkedett meg Paul Cezanne műveivel. Itt találkozott a szintén mexikói Diego Riverával, akivel körbeutazták Olaszországot a reneszánsz freskók tanulmányozásáért.
1921-ben marxistaként tért haza, kiadta a forradalmi művészet manifesztumának szánt Vida Americana kiáltványát. Programja szerint a modern mexikói művészetnek vissza kell térnie a gyarmatosítás előtti hagyományokhoz, az indián népi örökséghez. Siqueiros, Rivera és José Clemente Orozco, akiket a nagy mexikói muralista hármasnak neveznek, az azték és olmék kultúrából merítettek (szellemi, baráti környezetükbe tartozott Frida Kahlo is). Büszkén vállalták a fehér és indián keverék mesztic Mexikó örökségét. Szenvedélyes és monumentális alkotásaikban is ehhez illeszkedő társadalmi mondanivalót fogalmaztak meg.
Az adott időben művészeti irányzatuk kibontakozásához az adott teret, hogy a forradalom örökségét szavakban felvállaló kormányok a javarészt írástudatlan emberek között népszerűsíteni akarták a nemzeti forradalom eszméit. A három festő 1922-ben közösen készítette el a Nemzeti Előkészítő Iskola falait díszítő Mítoszok című freskót. Ezután Mexikóváros középületein rendre megjeleníthették monumentális alkotásaikat. Hatalmas méretű alakjaik között a mindennapok embertípusait (paraszt, bányász, föld nélkül maradt indián, munkafelügyelő, kövér bankár) jelenítették meg. Megfestették a felfegyverezett nép hőseit és zsarnokait, munkáját, ünnepeit, történelmét.
Az elismertség és az elutasítás végletei között hányódó Siqueiros soha nem hagyott fel a politizálással. Szerkesztette a kommunista párt szócsövének számító El Machete című lapot, tevékenysége miatt többször letartóztatták, még börtönbe is zárták. Agitált a munkások között, megalakította a Forradalmi Festők, Szobrászok és Vésnökök Szakszervezetét. Elkezdte festeni a Munkás temetését, amelyet nem fejezhetett be, mert a nézeteit ellenző diákok az elkészült munkát megrongálták, a következő oktatási miniszter pedig le is meszeltette fehérre.
1932-ben Los Angelesbe ment, ahol két muráliája (faldíszítő műve) készült el. A jelentősebb: a Tropical America című az Egyesült Államok és Latin-Amerika kapcsolatát egy keresztre feszített indiánnal szimbolizálta. Művét többen kommunista propagandának minősítették, és fél év után lefestették (restaurálása csak napjainkban kezdődött meg).
A művész 1936-ban New Yorkban festőiskolát alapított, itt új technikai eljárásokkal kísérletezett, modern ipari festékanyagokkal dolgozott. Hatalmas felületekre szórópisztollyal vitte fel az anyagot. Freskói mellett Uruguayban és Argentínában táblaképeket is festett.
1937-ben, a spanyol polgárháború kitörése után Spanyolországba utazott, s itt több köztársasági brigádnak is parancsnoka volt.
Mexikóba visszatérve folytatta művészeti és politikai tevékenységét. Sztálin elvakult híveként, a Spanyolországot szintén megjárt Nahum Eitingon NKVD-tiszt megbízásából, 1940 májusának végén merénylő csoportot vezetett a mexikói Coyoacánban menedéket talált Trockij meggyilkolására. Siqueiros húsz főnyi, rendőr-egyenruhába öltöztetett különítménye behatolt Trockij házába, és megölte az őrt. A szobákra zúdított pergőtűz ellenére Trockij sértetlen maradt. A sikertelen támadás után a merénylők elmenekültek. Siqueirost később elfogták, de a rendőrségen azt vallotta, hogy „csak rá akart ijeszteni” Trockijra, ezért vádemelés nélkül elengedték.
A második világháború idején antifasiszta műveket festett, de emellett elfogadott állami felkéréseket is. Készített falfestményt az egyik mexikói egyetemnek, és ekkoriban festette legnagyobb, 450 négyzetméteres művét Habsburg Miksa császár egykori rezidenciájának, a mostani Történelmi Múzeumnak falára.
A mexikói kormányt nyíltan bíráló Siqueirost 1960-ban a vasutasok sztrájkjának támogatásáért börtönbüntetésre ítélték, s csak 1964-ben engedték ki a nemzetközi tiltakozás hatására. Szabadulása után azonnal dolgozni kezdett, de a politikával sem hagyott fel, bírálta a vietnámi háborút, hitet tett Fidel Castro kubai kommunista rendszere mellett.

## Magyarul
- A művész és a forradalom; ford. Hargitai György, Nagy Géza, bev. Solymár István; Kossuth, Bp., 1966 (Esztétikai kiskönyvtár)
- Úgy hívtak, hogy "Ezredes úr"; ford. Xantus Judit. vál., szerk. Faragó Éva; Európa, Bp., 1988 (Emlékezések)